# Elizabeth Buehrmann
Elizabeth "Bessie" Buehrmann (c. 1886 – 1965) fue una fotógrafa y artista estadounidense pionera en retratar formalmente a personas en sus propias casas en lugar de en un estudio.

## Trayectoria
No se conocen la fecha y lugar de nacimiento exactos de Buehrmann. Creció en Chicago y su  precoz éxito parece deberse a las buenas relaciones  sociales y económicas de su familia. Aproximadamente a los 15 años, se matriculó en las clase de dibujo y pintura del Instituto de Arte de Chicago. Siendo todavía una adolescente, empezó como ayudante de Eva Watson-Schütze en su estudio de fotografía de la calle 57 Oeste, y fue allí donde aprendió los aspectos técnicos y estéticos de la fotografía. Aprendió tan rápidamente que a los 18 años fue aceptada como socia del prestigioso movimiento Photo-Secession fundado por el fotógrafo Alfred Stieglitz.
Buehrmann se especializó en retratar a los clientes en sus casas, y nunca utilizó decorados artificiales o proscenios. Dijo: «Nunca he tenido un estudio en casa sino que he tomado mis fotos en casas. Una persona se muestra así más natural, y se pueden conseguir efectos de fondo diferentes». Tampoco hacía posar a sus modelos pero podía emplear «varias horas en familiarizarse con sus modelos antes de intentar representar el carácter que encuentro en una cara interesante». Los principales hombres de negocios y diplomáticos así como mujeres prominentes de la sociedad de su época encargaron a Buehrmann sus retratos. Era conocida tanto por su talento artístico como por su capacidad de capturar «algo del alma junto con las características físicas de sus modelos».
Entre 1906 y 1907 vivió en Londres y París para aprender las técnicas y estilos más novedosos de los fotógrafos europeos. Otra muestra de su importancia fue la invitación al famoso Photo-Club de París, donde trabajó durante varios meses. Cuando regresó a Estados Unidos, el Instituto de Arte de Chicago le ofreció realizar una gran exposición con 61 fotografías, incluyendo retratos, paisajes y bodegones. Entre los trabajos se encontraban fotografías de Alvin Langdon Coburn, Robert Demachy, Russell Thorndike, Fannie Zeisler, Sydney Greenstreet y Helena Modjeska.
En 1909, Stieglitz incluyó tres de sus fotografías en la famosa exposición que organizó en el National Arts Club. Otro fotógrafo famoso, Robert Demachy, insistió en que se incluyeran sus fotografías en una importante exhibición que organizó en París el año siguiente. Continuó haciendo retratos hasta el final de la década de 1910, momento en el que comenzó a explorar el entonces relativamente nuevo mercado de la fotografía publicitaria. Dedicó la siguiente década a trabajar en diversos eventos publicitarios. Su última fotografía comercial conocida está fechada a principios de la década de 1930.
En 1940, se mudó a la ciudad de San Agustín, en Florida, donde se dedicó a la cerámica. Una exposición de sus trabajos en esta disciplina se mostró en la Galería Lowe de la Universidad de Miami a principios de los años cincuenta.
Buehrmann murió en 1965.